# Villarbasse
Villarbasse (Vilarbasse in piemontese) è un comune italiano di 3 514 abitanti conurbato nell'area metropolitana di Torino, in Piemonte, a circa 20 km ovest del capoluogo piemontese.

## Territorio
Il comune è adagiato sulle basse colline della Val Sangone, presso le sponde settentrionali del torrente Sangone che, di fatto, lo separa a sud da Sangano, Bruino e Rivalta di Torino, quest'ultimo anche a est, insieme a Rivoli. Più a ovest, il comune tocca Trana, Reano e Buttigliera Alta, mentre a nord è separato da Rosta attraverso un'area selvatica e semimontana detta "Collina Morenica".

## Storia e toponimo
Il toponimo deriva dal tardo latino villar (attribuito ai villaggi non eretti a municipalità) e abbatiarum, ossia "delle abbazie", intendendo con esse quella di San Michele (la Sacra) e quella di San Solutore Maggiore, ubicata a Torino.
I primi insediamenti umani nel territorio compreso fra le ultime colline dell'anfiteatro morenico di Rivoli, risalgono alla preistoria, come dimostrano le tracce di incisioni e scavi nei Massi a Segnali o Pietre a Scodelle che, unitamente ad altri massi erratici sparsi fra i boschi collinari, costituiscono una testimonianza del fenomeno glaciale della valle di Susa.
Anche i due Roch 'd Pera Majana che spiccano nella piana ai piedi della collina, ne sono una testimonianza.
In alcuni scavi effettuati nel XIX secolo, furono ritrovate tombe, armi, vasi, monete e suppellettili risalenti all'epoca romana. Attorno all'anno 1000, alcune località di Villarbasse vengono menzionate nella donazione fatta da Gezone, Vescovo di Torino, all'Abbazia di San Solutore. Nel 1250 Villarbasse si compose a comune, con interessi e diritti distinti da quelli dell'Abbazia di San Solutore. Fuori dalle grandi strade di comunicazione, Villarbasse non subì grandi vicende militari: sia i francesi sia gli spagnoli occuparono il paese depredandone la popolazione.
Nell'immediato dopoguerra il paese ha avuto una triste e lugubre notorietà a seguito della cosiddetta strage di Villarbasse della Cascina Simonetto, avvenuta il 20 novembre 1945, che ha portato all'applicazione per l'ultima volta in Italia della pena di morte.

## Monumenti e luoghi d'interesse

### Architetture religiose

#### Chiesa parrocchiale di San Nazario e Celso
Edificata nel 1674 su una preesistente chiesa medioevale (XII secolo) di cui mantiene la disposizione e il campanile, successivamente sopraelevato nel 1730. L'interno rispecchia lo stile tardo barocco delle cappelle laterali a chi si sono aggiunte le decorazioni in stucco del 1830 durante i lavori di rinforzo e consolidamento della struttura. Sono in corso lavori di recupero dei dipinti.

#### Chiesetta di San Martino
Posta all'incrocio delle strade che collegano Villarbasse a Reano e Sangano se ne hanno le prime notizie dal 1348, nel 1887 venne confermata la preesistenza di un'antica tomba romana di cui rimane la pietra tombale.

### Cappella di San Quirico
Posta sulla strada Rivoli - Villarbasse, nella frazione Corbiglia, ha subito molte modifiche nei secoli, ma il campanile in pietra grezza, risalente probabilmente al XII secolo, ha conservato l'aspetto originario.
Attualmente chiusa al pubblico, necessita di interventi di ristrutturazione del tetto e delle pareti.

### Cappella di San Bernardo
Situata all'ingresso della frazione Roncaglia, presenta un piccolo porticato antistante ed è oggetto della devozione popolare durante la festa patronale della frazione stessa.

### Architetture civili

#### Torrazzo
Torre di difesa medioevale, edificata fra il 1275 e il 1277 circondata da un ampio fossato, anticamente colmo d'acqua, con l'accesso tramite ponte levatoio in legno. La torre è diventata ben presto simbolo della cittadina.

#### Palazzo Schiari-Riccardi
In origine Villa dei Marchesi D'Angennes, edificata intorno al 1687, ristrutturata e arredata a inizio Ottocento, mantiene gli arredi e i decori originali perfettamente conservati.

#### Palazzo Cucca-Mistrot
Costruito intorno al XVII secolo inglobando preesistenti edifici cinquecenteschi, nel 1687 venne costruita la piccola Cappella di Santa Maria del Bosco, a metà del XIX secolo veniva aggiunta l'ala a sud utilizzata per l'allevamento dei bachi da seta.

#### Palazzo Gonella
Situato in piazza delle Chiese, fa angolo con il palazzo Schiari-Riccardi, costruito intorno al 1720 con planimetria a C, si estende su un ampio parco recintato.

## Società

### Evoluzione demografica
La popolazione residente si è triplicata negli ultimi sessanta anni, a partire dal 1961.
Abitanti censiti

## Cultura

### Biblioteca
A Villarbasse è presente la biblioteca Luciano Tamburini, partigiano villarbassese e studioso d'arte e letteratura piemontese, il quale ha anche donato circa 5 000 volumi della sua collezione privata. 

## Amministrazione

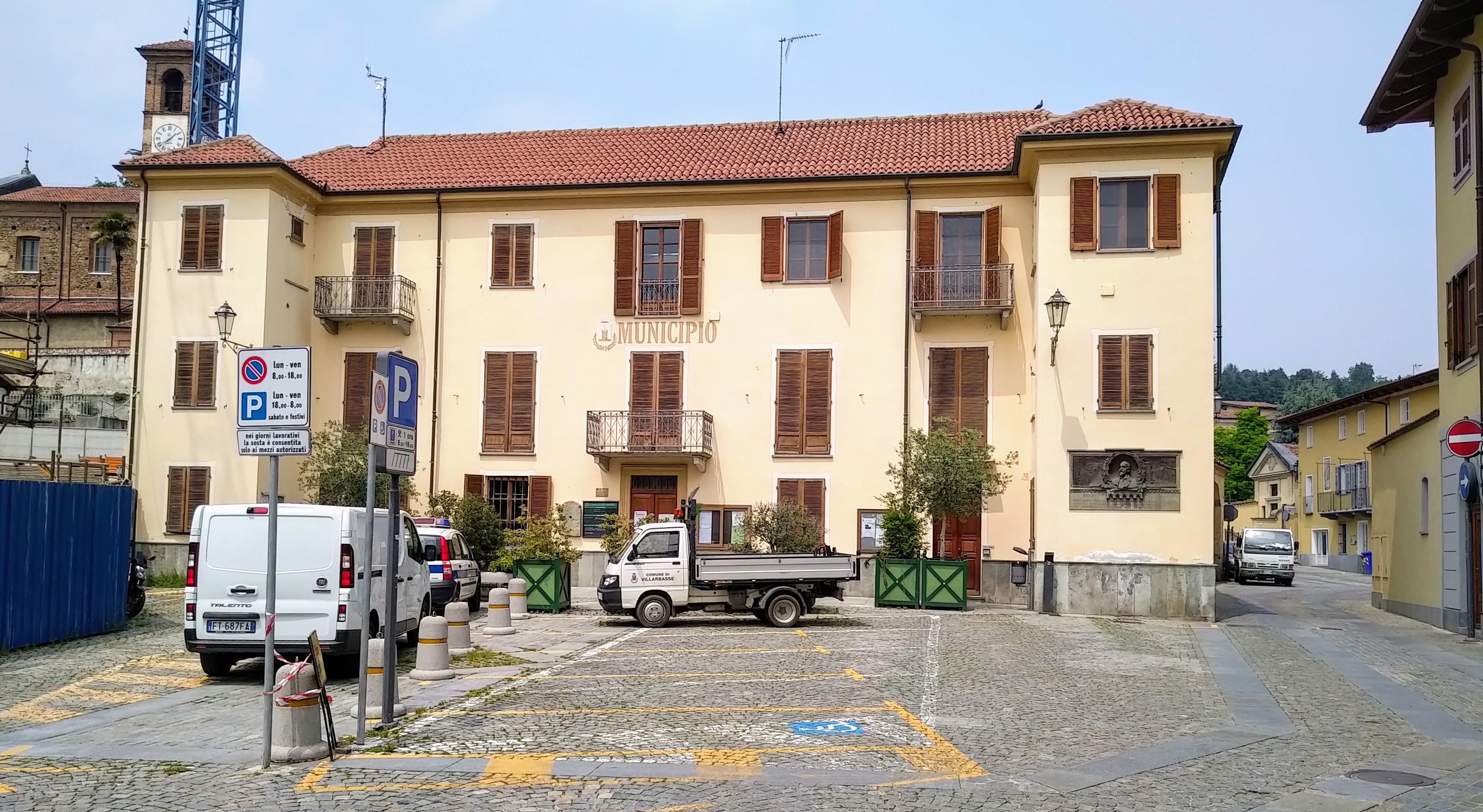
Il municipio

Di seguito è presentata una tabella relativa alle amministrazioni che si sono succedute in questo comune.
| Periodo          | Periodo        | Primo cittadino              | Partito                             | Carica  | Note  |
| ---------------- | -------------- | ---------------------------- | ----------------------------------- | ------- | ----- |
| 26 novembre 1987 | 18 maggio 1990 | Emanuele Milanesio           | lista civica                        | Sindaco | [ 5 ] |
| 18 maggio 1990   | 24 aprile 1995 | Italo Pennaroli              | Partito Liberale Italiano           | Sindaco | [ 5 ] |
| 24 aprile 1995   | 14 giugno 1999 | Fiorella Grani               | centro-sinistra                     | Sindaco | [ 5 ] |
| 14 giugno 1999   | 14 giugno 2004 | Fiorella Grani               | centro                              | Sindaco | [ 5 ] |
| 14 giugno 2004   | 8 giugno 2009  | Maria Giuseppina Cavigliasso | lista civica                        | Sindaco | [ 5 ] |
| 8 giugno 2009    | 26 maggio 2014 | Maria Giuseppina Cavigliasso | lista civica                        | Sindaco | [ 5 ] |
| 26 maggio 2014   | 27 maggio 2019 | Eugenio Aghemo               | lista civica Per domani             | Sindaco |       |
| 27 maggio 2019   | 10 giugno 2024 | Eugenio Aghemo               | lista civica Villarbasse per domani | Sindaco |       |
| 10 giugno 2024   | in carica      | Eugenio Aghemo               | lista civica Villarbasse per domani | Sindaco |       |

### Gemellaggi
- Chignin